# Quinhámel
Quinhámel is een plaats in Guinee-Bissau en is de hoofdplaats van de regio Biombo. Quinhámel telt naar schatting 2887 inwoners (2008).